# A Very Special Family Guy Freakin’ Christmas
A Very Special Family Guy Freakin' Christmas (Особый выпуск «Безумное Рождество Гриффинов») — шестнадцатая серия третьего сезона мультсериала «Гриффины». Премьерный показ состоялся 21 декабря 2001 года на канале FOX. В России премьерный показ состоялся 19 августа 2002 года на канале Рен-ТВ.

## Сюжет
Питер по глупости отдаёт рождественские подарки своей семьи на детскую благотворительность, поэтому Лоис вынуждает всех поехать в магазин за новыми подарками. Питер неохотно соглашается (он собирался посмотреть по телевизору шоу «Группа „KISS“ спасает Санту» (Kiss Saves Santa)). Брайан остается следить за готовящейся индейкой.
Стьюи играет роль Иисуса-младенца на Куахогском Рождественском Карнавальном Шествии (Quahog Christmas Pageant). Поначалу малыш отказывается от этой роли, но потом он втягивается в неё, рассчитывая, что за послушание всемогущий Санта подарит ему плутоний.
Тем временем в доме Гриффинов на каминный коврик падают угольки. Пока Брайан борется с пожаром (огнетушитель, который он использует, оказывается наполненным пластмассовыми змейками, которые взрываются и только ухудшают ситуацию), индейка сгорает. После этого Брайан поскальзывается и опрокидывает телевизор. В итоге обгорелый Брайан выбегает из дома, внутри которого уже творится настоящий кавардак.
Вернувшаяся Лоис на удивление добродушна («нам нужно лишь капельку прибраться» — «just need to clean up a bit»), но вскоре выходит из себя, узнав, что в доме нет бумажных полотенец. Она кричит на всех, каких трудов ей стоило обеспечить «нормальное» Рождество для семьи, и убегает. Вскоре Мег находит в доме бумажные полотенца, но уже поздно…
Взбешённая Лоис носится по городу и творит беспорядки: насмехается над жителями Куахога за их «дурацкое рождественское настроение» (ridiculous Christmas optimism), толкает людей с моста, сжигает снеговика Фрости (англ. Frosty the Snowman) и так далее. Добравшись до центральной площади, Лоис лезет на огромную Рождественскую ель (Christmas tree), чтобы уничтожить звезду на её вершине.
К месту событий поспевают Питер и Стьюи. Малыш, желая выслужиться перед Сантой, произносит импровизированный душещипательный монолог об Иисусе и значении Рождества. Увидев сына, Лоис приходит в себя и начинает спускаться с дерева, но Питер, не уверенный в спокойствии жены, приказывает полицейским стрелять по ней усыпляющими стрелами.
Рождественское утро. Семья собирается в обугленной гостиной (living room) и открывает свои подарки. Стьюи подарили плутоний, Питеру — кассету «Kiss Saves Santa», Брайану — бутылку вина (оказывается, что это — книга). Лоис едва живая сидит в кресле-качалке.
В заключительной сцене Гриффины желают всем счастливого Рождества (Лоис едва шевелит губами).

## Создание
Автор сценария: Дэнни Смит
Режиссёр: Брайан Хоган
Приглашённые знаменитости: группа «Kiss» (Джин Симмонс, Эйс Фрэйли, Пол Стэнли и Питер Крисс) — камео.